# Hauröden
Hauröden ist ein Ortsteil der Landgemeinde Am Ohmberg im Landkreis Eichsfeld in Thüringen.

## Lage
Hauröden liegt südlich von Bischofferode an der Landesstraße 2058 ungefähr neun Kilometer nordöstlich von Leinefelde-Worbis. Zusammen mit Großbodungen liegt es in einem muldenartigen Kessel unterhalb des Ohmberges am Nordostrand des Ohmgebirges unweit der Grenze zu Niedersachsen.

## Geschichte
Am 15. Juli 1206 wurde das Dorf erstmals urkundlich genannt. Am 14. März 1974 wurde Hauröden nach Bischofferode eingemeindet. Im Jahre 2009 wohnten im Ort 300 Personen.
Am 1. Dezember 2010 wurde Bischofferode mit den Gemeinden Großbodungen und Neustadt zur Gemeinde Am Ohmberg zusammengeschlossen und verlor damit seine Eigenständigkeit.

## Sehenswertes
- denkmalgeschützter Ortskern
- Fachwerkkirche
- 300-jährige Sommerlinde
- Wanderwege unter anderem zu den Hauröder Klippen mit einer Aussicht bis zum Harz und Kyffhäuser

## Persönlichkeiten
- Fritz Wulfert (* 3. Oktober 1912 in Hauröden; † 23. Oktober 1987 in Hannover), sozialdemokratischer Widerstandskämpfer und SPD-Funktionär
- Ursula Adam (* 13. November 1922 in Naumburg/Saale, †12.11.1979 in Berlin) Schriftstellerin, Autorin wuchs bei Pflegeeltern in Hauröden auf und verbrachte hier ihre Schul- und Jugendzeit.